# Segunda Batalha de Jamena
A Segunda Batalha de Jamena foi uma batalha sangrenta e em grande escala ocorrida durante o conflito chadiano–líbio. Embora inicialmente fosse travada entre proxies chadianos, acabou resultando na intervenção direta da Líbia e foi a primeira vitória militar de Gaddafi no conflito.

## Antecedentes
A Primeira Batalha de Jamena foi travada de fevereiro a março de 1979, resultando na intermediação do Acordo de Kano pela Organização da Unidade Africana (OUA), principalmente pela Nigéria e França. Como resultado, Goukouni Oueddei foi nomeado chefe de Estado interino e Hissène Habré nomeado ministro da Defesa. 
Habré, entretanto, era anti-líbio e implacável em sua ambição, fazendo com que ele se posicionasse contra o governo pró-líbio de Oueddei

## Combates iniciais
Em 22 de março de 1980, eclodiram confrontos entre as Forças Armadas do Norte (FAN) de Habré e a Forças Armadas Populares (FAP) de Oueddei em Jamena,  que rapidamente se transformaram em uma batalha em grande escala com milhares de feridos e centenas de mortos em dez dias, e metade da população da cidade fugindo para o vizinho Camarões. 
Em 3 de abril, os últimos remanescentes de manutenção da paz da OUA do Congo-Brazzaville foram retirados e várias tentativas de cessar-fogo foram mediadas pelo presidente togolês Gnassingbé Eyadéma e pelo secretário-geral da OUA, Edem Kodjo. No entanto, tudo isso acabou fracassando e as hostilidades continuaram. Em maio, os 1.100 soldados franceses estacionados em Jamena se retiraram quando a Operação Tacaud chegou ao fim.

## Intervenção da Líbia
Muammar Gaddafi vinha fornecendo armas e conselheiros a Oueddei desde abril, mas em 9 de outubro a Força Aérea Líbia foi usada para capturar Faya-Largeau das Forças Armadas do Norte e transformá-la em um centro de abastecimento e transporte.
Como poucos pilotos líbios eram qualificados para pilotar os CH-47Cs e os C-130s da Força Aérea, mercenários estadunidenses e britânicos contratados pelos agentes desonestos e ativos da CIA Edwin Wilson e Frank Terpil foram usados para transportar  quantidades imensas de suprimentos, munições, equipamentos e tropas para Faya-Largeau, incluindo 100 T-55s, T-62s e BTR-60s, bem como Crotale SAMs e BM-21 Grads.
Assim que os preparativos foram concluídos, este equipamento, juntamente com cerca de 4.000 soldados do Governo de União Nacional de Transição (GUNT), foi implantado em um ataque a Jamena em 8 de dezembro, sob a cobertura de Mi-25s e SF.260s. A primeira investida não correu bem, com as Forças Armadas do Norte empregando RPG-7s capturados para destruir cerca de 20 veículos líbios, e um SA-7 capturado para abater um Mi-25 com o número de série 103. 
Em 12 de dezembro, os líbios empregaram várias baterias de artilharia D-30 e M-46 e começaram a bombardear Jamena com mais de 10.000 projéteis, junto com o apoio de SF.260s e Tu-22s. Um veterano da Guerra do Vietnã observando de Camarões relatou que os combates foram mais pesados do que havia vivenciado em Huế durante a Ofensiva do Tet. A cidade foi bombardeada por uma semana e quase destruída, com Habré forçado a recuar para Camarões, enquanto o restante das Forças Armadas do Norte lutavam contra ações da retaguarda até 15 de dezembro, quando fugiram para o Sudão.

## Consequências
Gaddafi conseguiu movimentar cerca de 5.000 soldados, 500 veículos, várias peças de artilharia, contingentes da Força Aérea, junto com todos os suprimentos necessários, 1.300 km em menos de um mês e cumprir seu objetivo.
No entanto, Oueddei foi forçado a assinar uma fusão que praticamente uniu o Chade e a Líbia, causando indignação na África. Oueddei, sob pressão da França e de vários países da OUA, forçou a saída de todos os soldados líbios do Chade. 